# Pivalaldehyd
Pivalaldehyd (auch Pivalinaldehyd) ist eine chemische Verbindung aus der Gruppe der Aldehyde. Mit seinen Isomeren Valeraldehyd (n-Pentanal), Isovaleraldehyd und 2-Methylbutyraldehyd bildet er die Stoffgruppe der Pentanale.

## Verwendung
Durch Umsetzung von Pivaldehyd mit enantiomerenreiner Milchsäure, Mandelsäure oder Prolin wird ein sterisch fixiertes Acetal erhalten, welches Anwendung in der stereoselektiven Synthese findet. Die α-Hydroxycarbonsäuren (S)-Milchsäure (R = CH3) bzw. (S)-Mandelsäure (R = C6H5 = Ph) reagieren diastereoselektiv wie folgt: